# Dziś w nocy umrze miasto
Dziś w nocy umrze miasto – polski dramat wojenny z 1961 roku w reżyserii Jana Rybkowskiego. Film przedstawia bombardowane na początku 1945 roku Drezno, ukazując na tle płonącego miasta dramat ludzi z różnych części Europy.

## Obsada
- Andrzej Łapicki – Piotr
- Beata Tyszkiewicz – Magda
- Jadwiga Chojnacka – ciocia Poldi
- Ignacy Gogolewski – Eryk, porucznik SS
- Bernard Hecht – Francuz
- Barbara Horawianka – blondynka w rodzinie Zumpe
- Kalina Jędrusik – prostytutka
- Emil Karewicz – Kurt Zumpe
- Elżbieta Kępińska – robotnica w inspektach
- Barbara Krafftówna – Iza
- Jadwiga Kuryluk – Weronika Zumpe
- Michał Szewczyk – gość w Astorii

## Fabuła
Z transportu więźniów przejeżdżającego przez Drezno porankiem 13 lutego 1945 roku ucieka młody Polak – Piotr. W mieście ogarniętym chaosem udaje mu się znaleźć bezpieczną kryjówkę. Wieczorem rozpoczyna się jednak nalot. Piotr, aby się ratować, musi najpierw ukryć się w schronie, a następnie w mieszkaniu niemieckiego profesora. Gdy nie ma już gdzie się podziać, z napotkaną przypadkową niemiecką kochanką gestapowca próbuje wydostać się z miasta. Uciekając razem przed nalotem zmuszeni są sobie pomagać. Rankiem po bombardowaniu, które udało im się przetrwać, Piotr i Magda zostają rozdzieleni przez patrole SS.